# NGC 511
NGC 511 је елиптична галаксија у сазвежђу Рибе која се налази на NGC листи објеката дубоког неба.
Деклинација објекта је + 11° 17' 27" а ректасцензија 1h 23m 30,7s. Привидна величина (магнитуда) објекта NGC 511 износи 13,9 а фотографска магнитуда 14,9. NGC 511 је још познат и под ознакама UGC 936, MCG 2-4-33, CGCG 436-37, IRAS 01210+1101, PGC 5103.